# Milena Todorowa
Milena Todorowa (bulgarisch Милена Тодорова; * 18. Januar 1998 in Trojan, Oblast Lowetsch) ist eine bulgarische Biathletin. Sie ist dreifache Medaillengewinnerin bei Juniorenweltmeisterschaften und startet seit Ende 2019 durchgehend im Weltcup.

## Sportliche Laufbahn

### Erfolge bei Juniorenweltmeisterschaften und erste Weltcuppunkte
Milena Todorowa startete international erstmals bei den Jugendweltmeisterschaften 2015, dort erreichte sie den 51. Platz im Einzel, den 61. Rang im Sprint und wurde Zehnte mit der bulgarischen Staffel. Im Folgejahr nahm sie an der Jugend-WM und den Olympischen Jugendspielen teil, bei letzteren erreichte sie die Ränge 24 und 22 in Sprint und Verfolgung, darüber hinaus war sie auch Teil der Single-Mixed- und Mixed-Staffel. In der Saison 2015/16 nahm Todorowa im Jugendalter an zwei Wettbewerben des IBU-Cups teil, die sie aber jeweils außerhalb der Top 50 beendete. Bei den Junioreneuropameisterschaften erreichte sie den 57. Platz im Einzel und wurde 34. bzw. 37. in Sprint und Verfolgung. Zu Beginn der Saison 2016/17 lief Todorowa zunächst im Juniorcup, wo sie auf der Pokljuka einen Top-10-Platz erringen konnte, auch bei der Jugend-WM platzierte sie sich dreimal unter den besten zehn. In der Saison 2017/18 trat die Bulgarin fast durchgehend im IBU-Cup an, wo sie meist durchschnittliche Ergebnisse erzielte. Ohne internationale Erfahrung auf Seniorenebene wurde Todorowa für die Olympischen Winterspiele 2018 in Pyeongchang nominiert und durfte beim Sprintrennen antreten, welches sie mit der langsamsten Kurszeit aller Athleten als 84. abschloss.
2018/19 lief Todorowa sowohl im IBU-Cup als erstmals auch im Weltcup. Ihr Debüt im regulären Weltcup feierte sie am 13. Dezember 2018 in Hochfilzen, als sie im Sprint 89. wurde. Mit der Damenstaffel belegte sie bei ihrem ersten Auftritt den 20. Rang, im Saisonverlauf ging es in Canmore mit Daniela Kadewa, Dessislawa Stojanowa und Emilija Jordanowa sogar in die Top 10. Bestes Ergebnis bei den Juniorenweltmeisterschaften 2019 wurde der 6. Platz im Sprint, weiterhin nahm die Bulgarin auch an den Europameisterschaften der Senioren und den der Junioren teil. Deutlich steigern konnte sie sich im Juniorcup, wo sie bei beiden Sprintrennen in Sjusjøen Zweite wurde, am Saisonende komplettierte sie zudem die bulgarische Damenstaffel bei den Weltmeisterschaften in Östersund. In der Saison 2019/20 gehörte die Bulgarin durchgehend zum Weltcupaufgebot. Ihre ersten Ranglistenpunkte sammelte sie dabei mit einem 39. Rang im Einzel beim Saisonauftakt in Östersund. Bei der Junioren-WM 2020 konnte Todorowa große Erfolge feiern, indem sie im Einzel die Silber- und in Sprint und Verfolgung jeweils die Bronzemedaille gewann. Damit wurde sie die erste Medaillengewinnerin ihres Heimatlandes bei Juniorenweltmeisterschaften. Von ihrem Erfolgen bei der JWM gestärkt, kam sie zu den Weltmeisterschaften der Senioren. Dort überraschte die Bulgarin in allen Wettkämpfen: im Sprint als 27. mit ihrer bis dato besten Weltcupplatzierung, im Verfolgungsbewerb konnte sie ihr Ergebnis erneut verbessern und beendete das Rennen auf dem 18. Rang. Im Einzel übertraf sie als 17. ihre Platzierung aus der Verfolgung ein weiteres Mal, womit sie sich überraschend für das WM-Massenstartrennen qualifizieren konnte, welches sie als 28. abschloss. Bei den Weltcuprennen in Nové Město na Moravě stellte sie ihre bis dorthin zweitbeste Karriereleistung mit dem 18. Rang im Sprint ein und qualifizierte sich wie schon bei den Weltmeisterschaften für den Massenstart, den sie als 24. beendete. In der Weltrangliste resultierte der 47. Rang.

### Etablierung im Weltcup
Im Weltcupwinter 2020/21 agierte Todorowa ziemlich konstant, auch unterstützt durch ihre im Vergleich zum Vorjahr deutlich verbesserte Laufform. Insgesamt klassierte sie sich achtmal in den Punkterängen der besten 40 Athleten, bei den Weltmeisterschaften hingegen konnte sie die Ergebnisse des Vorjahres nicht wiederholen. Bei der EM war ihr bestes Ergebnis der 8. Platz im Einzel. Bei den letzten Wettbewerben der Saison in Östersund erreichte Todorowa als Achte des Sprints erstmals eine Top-Ten-Platzierung im Weltcup, in der darauffolgenden Verfolgung belegte sie den 15. Platz. Dank ihrer guten Ergebnisse qualifizierte sie sich auch für den Massenstart, den sie bei schwierigen Verhältnissen mit sechs Schießfehlern auf dem 15. Platz beendete. In der Weltcupgesamtwertung belegte sie letztendlich den 46. Rang und verbesserte sich damit zum Vorjahr um eine Position. Auf einem ähnlichen Niveau lief Todorowa auch in den Saisons 2021/22 und 2022/23, die sie als 48. respektive 52. abschloss. Im erstgenannten Winter erzielte sie als bestes Ergebnis Rang 15 im Sprint von Kontiolahti, in Otepää realisierte sie mit Daniela Kadewa, Blagoj Todew und Wladimir Iliew das erste Top-10-Ergebnis einer bulgarischen Mixedstaffel im Weltcup. Weiters war Todorowa Teil der Olympischen Spiele von Peking, wo sie mit Rang 17 im Sprint ein weiteres gutes Ergebnis erbrachte. Ende 2022 lief sie im Sprint von Le Grand-Bornand auf den 12. Platz und damit zu ihrer bis dahin zweitbesten Individualplatzierung, im Sprint der EM ging es trotz zweier Schießfehler auf Rang 9.

### Erster Podestplatz
Nach ihrer Schwangerschaft im Frühling und Sommer 2023 bestritt Todorowa im Winter 2023/24 keine Wettkämpfe. Ihr Comeback gab sie bei den Sommerbiathlon-Weltmeisterschaften 2024, wo sie im Sprint den 13. und im Supersprint den achten Rang belegte. Stark fand sie daraufhin auch in die Saison 2024/25: In Hochfilzen lief die Bulgarin zum zweiten Mal in ihrer Karriere unter die besten Zehn, zudem führte sie die Damenstaffel, nach Walentina Dimitrowa an zweiter Stelle laufend, kurzzeitig auf Rang drei, wobei sie am Ende die Top 10 verpassten. Ihr größter Erfolg gelang Todorowa allerdings nach dem Jahreswechsel in Oberhof, wo sie im Sprint mit Startnummer zwei ins Rennen ging, bei schwierigen Bedingungen nur einen Fehler schoss und hinter Paula Botet und Maren Kirkeeide am Ende den dritten Rang belegte. Somit stand nach fast 21 Jahren wieder eine bulgarische Biathletin auf einem Weltcuppodest, zuletzt war dies der früheren Olympiasiegerin Ekaterina Dafowska im März 2004 in Oslo gelungen. Ebenso wertvoll wie die Bronzemedaille beim IBU-Weltcup in Thüringen war Todorowas Platzierung beim Massenstart der Weltmeisterschaft 2025, als sie weniger als acht Sekunden hinter der norwegischen Bronzemedaillengewinnerin als Fünfte ins Ziel kam. Eine weitere herausragende Leistung gelang der im Oblast Lowetsch geborene Sportlerin beim Event in Slowenien. Auf der Pokljuka blieb sie beim Massenstart bei zwanzig Schüssen fehlerfrei und erkämpfte sich hinter der Französin Lou Jeanmonnot aber noch vor der Slowenin Anamarija Lampič die Silbermedaille.

## Persönliches

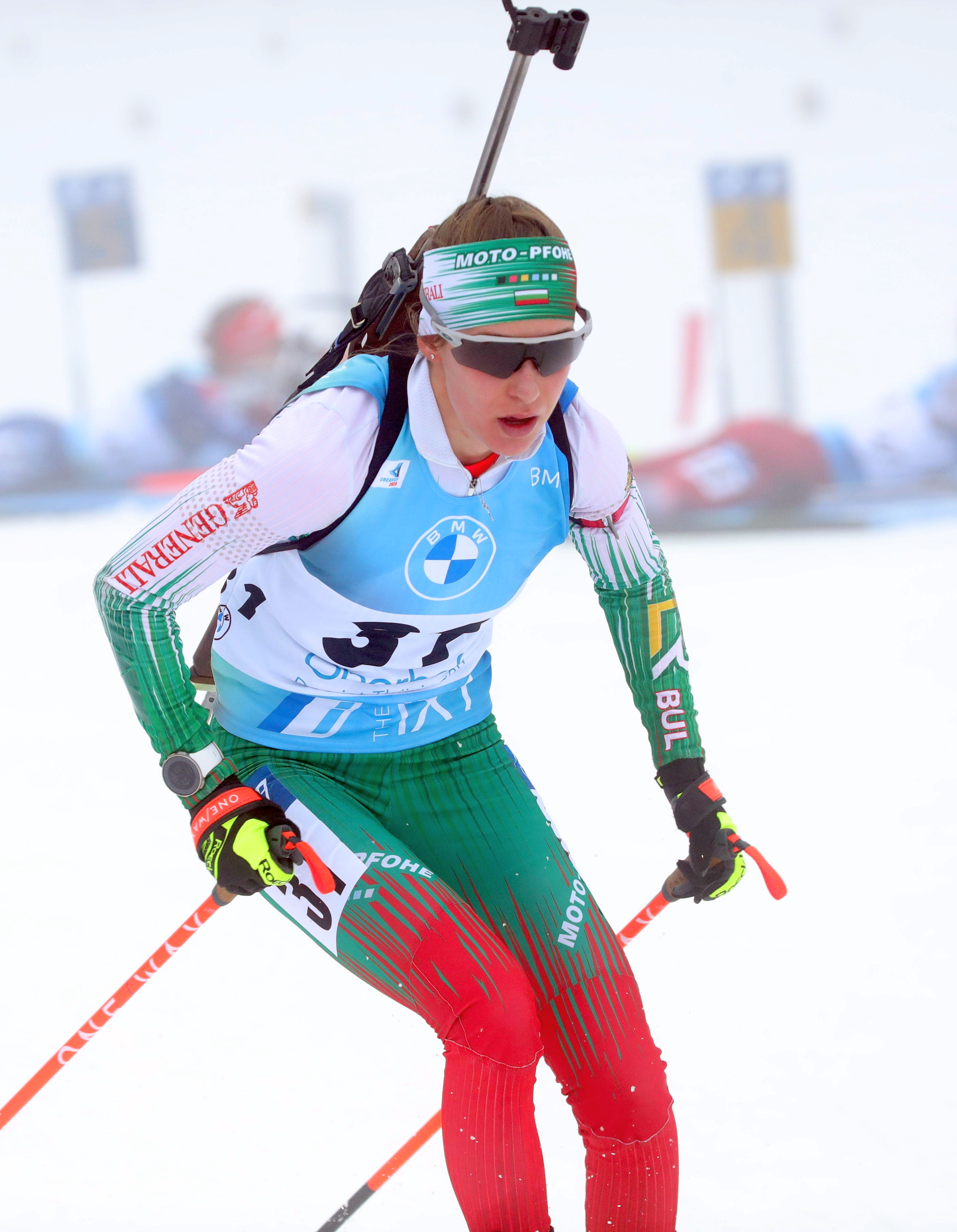
Todorowa bei den Weltmeisterschaften 2023 in Oberhof

Todorowa ist mit ihrem Teamkollegen Wladimir Iliew verlobt. Im Oktober 2023 wurde die gemeinsame Tochter geboren.

## Statistiken

### Weltcupplatzierungen
Die Tabelle zeigt alle Platzierungen (je nach Austragungsjahr einschließlich Olympische Spiele und Weltmeisterschaften).
- 1.–3. Platz: Anzahl der Podiumsplatzierungen
- Top 10: Anzahl der Platzierungen unter den ersten zehn (einschließlich Podium)
- Punkteränge: Anzahl der Platzierungen innerhalb der Punkteränge (einschließlich Podium und Top 10)
- Starts: Anzahl gelaufener Rennen in der jeweiligen Disziplin
- Staffel: inklusive Mixed- und Single-Mixed-Staffeln

| Platzierung          | Einzel | Sprint | Verfolgung | Massenstart | Staffel | Gesamt |
| -------------------- | ------ | ------ | ---------- | ----------- | ------- | ------ |
| 1. Platz             |        |        |            |             |         |        |
| 2. Platz             |        |        |            | 1           |         | 1      |
| 3. Platz             |        | 1      |            |             |         | 1      |
| Top 10               |        | 4      | 1          | 1           | 3       | 9      |
| Punkteränge          | 5      | 16     | 16         | 5           | 36      | 78     |
| Starts               | 12     | 41     | 23         | 7           | 39      | 122    |
| Stand: 15. März 2025 |        |        |            |             |         |        |

### Weltcupwertungen
Ergebnisse bei Biathlon-Weltcups (Disziplinen- und Gesamtweltcup) gemäß Punktesystem
| Saison  | Einzel | Einzel | Sprint | Sprint | Verfolgung | Verfolgung | Massenstart | Massenstart | Gesamt | Gesamt |
| Saison  | Platz  | Punkte | Platz  | Punkte | Platz      | Punkte     | Platz       | Punkte      | Platz  | Punkte |
| ------- | ------ | ------ | ------ | ------ | ---------- | ---------- | ----------- | ----------- | ------ | ------ |
| 2019/20 | 36.    | 26     | 52.    | 37     | 52.        | 23         | 41.         | 20          | 47.    | 106    |
| 2020/21 | –      | –      | 48.    | 63     | 44.        | 51         | 36.         | 26          | 46.    | 140    |
| 2021/22 | 37.    | 19     | 44.    | 56     | 55.        | 22         | –           | –           | 48.    | 97     |
| 2022/23 | 51.    | 13     | 50.    | 37     | 46.        | 30         | –           | –           | 52.    | 80     |

### Olympische Winterspiele
Ergebnisse bei Olympischen Winterspielen:
|                                             | Einzelwettbewerbe | Einzelwettbewerbe | Einzelwettbewerbe | Einzelwettbewerbe | Staffelwettbewerbe | Staffelwettbewerbe |
| Einzel                                      | Sprint            | Verfolgung        | Massenstart       | Damenstaffel      | Mixedstaffel       |                    |
| ------------------------------------------- | ----------------- | ----------------- | ----------------- | ----------------- | ------------------ | ------------------ |
| Olympische Winterspiele 2018 \| Pyeongchang | –                 | 84.               | –                 | –                 | –                  | –                  |
| Olympische Winterspiele 2022 \| Peking      | 52.               | 17.               | 31.               | –                 | 18.                | 19.                |

### Biathlon-Weltmeisterschaften
Ergebnisse bei den Weltmeisterschaften:
| Weltmeisterschaften | Weltmeisterschaften | Einzelwettbewerbe | Einzelwettbewerbe | Einzelwettbewerbe | Einzelwettbewerbe | Staffelwettbewerbe | Staffelwettbewerbe | Staffelwettbewerbe |
| Jahr                | Ort                 | Einzel            | Sprint            | Verfolgung        | Massenstart       | Damenstaffel       | Mixedstaffel       | S.-M.-Staffel      |
| ------------------- | ------------------- | ----------------- | ----------------- | ----------------- | ----------------- | ------------------ | ------------------ | ------------------ |
| 2019                | Östersund           | –                 | –                 | –                 | –                 | 20.                | –                  | –                  |
| 2020                | Antholz             | 17.               | 27.               | 18.               | 28.               | 20.                | –                  | –                  |
| 2021                | Pokljuka            | 54.               | 48.               | 58.               | –                 | 18.                | 15.                | 19.                |
| 2023                | Oberhof             | 36.               | 31.               | 31.               | –                 | –                  | 17.                | –                  |

### Jugend-/Juniorenweltmeisterschaften
Todorowa nahm bis 2017 an den Jugend-, ab 2018 an den Juniorenwettkämpfen teil.
| Weltmeisterschaften | Weltmeisterschaften | Einzelwettbewerbe | Einzelwettbewerbe | Einzelwettbewerbe | Damenstaffel |
| Jahr                | Ort                 | Einzel            | Sprint            | Verfolgung        | Damenstaffel |
| ------------------- | ------------------- | ----------------- | ----------------- | ----------------- | ------------ |
| 2015                | Minsk               | 51.               | 61.               | –                 | 10.          |
| 2016                | Cheile Grădiștei    | 41.               | 44.               | 43.               | 13.          |
| 2017                | Osrblie             | 10.               | 8.                | 10.               | 14.          |
| 2018                | Otepää              | 22.               | 19.               | 25.               | 15.          |
| 2019                | Osrblie             | 20.               | 6.                | 21.               | 11.          |
| 2020                | Lenzerheide         | 2.                | 3.                | 3.                | –            |